# Epidendrum scutella
Epidendrum scutella är en orkidéart som beskrevs av John Lindley. Epidendrum scutella ingår i släktet Epidendrum och familjen orkidéer. Inga underarter finns listade i Catalogue of Life.